# Flushing Avenue (stacja metra na Jamaica Line)
Flushing Avenue – stacja metra nowojorskiego, na linii J i M. Znajduje się w dzielnicy Brooklyn, w Nowym Jorku i zlokalizowana jest pomiędzy stacjami Myrtle Avenue i Lorimer Street. Została otwarta 25 czerwca 1888.